# ミニブログ
ミニブログ（英: microblogging）とは、ソーシャルメディアの一種で、マイクロブログ・つぶやきサイト・短文投稿サービスとも呼ばれる。
2000年代後半からX（旧：Twitter）が台頭したことで有名になった。利用者は、主に自身の状況や雑記などを短い文章で、サービスを提供しているウェブサイトへ投稿する。ミニブログ内の利用者間でコミュニケーションを取れるようにもなっている。
投稿内容が短いテキストであるため、更新が容易で、結果的にほぼリアルタイムなコミュニケーションが行われることが多い。そのため、利用者はチャットをしているかのような体験が得られる。画像や動画、ウェブサイトのURLを投稿できるものもある。ミニブログの多くは、パソコンだけでなく携帯電話やスマートフォンからでも利用できる。

## 一覧
国旗は運営会社の所在国。

### 主なサービス
- 755
- DYSTOPIA
- Facebook
- FC2ミニブログPIYO
- identi.ca
- Instagram
- LinkedIn
- mixi2
- mixiボイス
- myspace
- Plurk
- Threads
- Timelog
- Tumblr
- Viadeo（フランス語版）
- X（旧：Twitter）
- XING（旧：openBC）
- Viva Engage（旧：Yammer）
- Yay!
- 翡翠SING
- タイッツー
- つみったー

### オルトテック系
- Gab
- Gettr
- Parler
- Truth Social

### 分散型・非中央集権型
- ActivityPub
  - GNU social
  - Mastodon
  - Misskey
  - Pleroma
- AT Protocol[2]
  - Bluesky
- Farcaster[3]
  - Warpcast
- Lens Protocol[4]
  - Firefly
  - Hey（旧：Lenster）
  - Orb
  - Soclly
- Nostr[5]
  - Amethyst
  - Damus
  - Primal
  - Yakihonne

### 中国国内向け
中華人民共和国では、政府が金盾等によって反政府発言を避けるよう各種サイトへのアクセスを規制しているため、ローカルだが参加人数では国際的なものに匹敵するミニブログ（微博、拼音: weibo ウェイボーなど）が多数誕生している。
- 開心網（开心网）
- 人人網（人人网）
- 新浪微博（Sina）
- 搜狐微博（中国語版）
- 騰訊微博（腾讯微博）（Tencent）
- 飯否（饭否）（fanfou）
- 網易微博（网易微博）

### 終了
- Amebaなう
- App.net
- BirdFish
- Croudia
- Google+
- Google Buzz
- Jaiku
- Naver pick（NHN JAPAN）
- Serend
- Wassr
- イマイル
- イマつぶ
- はてなハイク
- ひま部
- みなログ（みなくるミニブログ）
- ログピ
- 無名小站（Wretch）

など。